# Леонид Пастернак
Леони́д О́сипович Пастерна́к, роден Исаак Йосифович Пастернак (на руски: Леонид Осипович Пастернак, 3 април 1862 – 31 май 1945), е руски художник – живописец, график и илюстратор, постимпресионист.
Майстор е на жанровата композиция и илюстрация. Баща е на поета и писателяБорис Пастернак.

## Биография
В ранна детска възраст Леонид показа любов към рисуването. Родителите първоначално одобрили това хоби. От 1879 – 1881 г. Леонид учи в рисувалното училище в Одеса. През 1881 г. той влиза в Императорския московски университет и учи в продължение на две години в Медицинския факултет. През 1883 г. се прехвърля в Императорския новоросийски университет (Одеса), и там учи в Юридическия факултет до 1885 г. (в списъка на студентите за 1883 – 1884 учебна година и списъците на завършващите през 1885 г. е вписан като Ицхак Пастернак).
Успоредно с обучението си в университета Пастернак продължава да рисува. През 1882 г. той работи в московското училище Сорокин. В средата на 1880-те учи в Мюнхенската художествена академия при Лудвиг фон Хертерих и Лицен-Майер, взима уроци по офорт при Иван Шишкин.
След създаването на картината „Писмо от дома“ за П.М. Третяков, – Третяковската галерия, Пастернак решава да се премести в Москва, където през 1889 г. се жени за пианистката Розалия Исидоровна Кауфман, работеща по това време като преподавател по пиано в Одеското музикално училище на Руското музикално общество.
Първият му син Борис се ражда през 1890 г.

## Творчество
Участва в ежегодните изложби на Передвижниците. Членува в сдружението „Мир искусства“. В края на 1880-те и началото на 1890-те години е преподавател в училището за изящни изкуства на името на художника-архитект Анатолий Отович Гунст.
През 1894 г. Пастернак получава покана да преподава в Московското училище живопис, скулптура и архитектура.
В 1921 г. Пастернак заедно със семейството си заминава за Германия на лечение. Но и след операцията на Пастернак, семейството не се завръща в СССР. В емиграция той рисува портрети на Алберт Айнщайн, Райнер Мария Рилке, Д. Озбърн. В 1924 г. участва в историко-етнографска експедиция в Палестина, организирана от А. Е. Коган.
Написва излязлата на иврит и руски език книга „Рембранд и евреите в творчеството му“ през 1923 г.
В 1938 г. напуска Германия и се заселва в Англия.
Умира в Оксфорд на 31 май 1945 година. Розалия Пастернак умира по-рано, през 1939 г.

## Памет
На името на Пастернак нарекли улица в Тел Авив.
По случай 150-годишнината от рождението на Л.О. Пастернак в Одеса се провежда изложба от негови картини и е открита мемориална плоча. На откриването на плочата и срещата в музея присъствали потомците на художника.

## Семейство
- Син Борис Пастернак – писател, поет, лауреат на Нобелова премия
  - Внучка Елена Пастернак – филолог, професор МГУ
  - Внук Евгени Пастернак
- Син Александър Пастернак
- Дъщеря Жозефина Пастернак
- Дъщеря Лидия Пастернак
  - Внучка Лиза Пастернак-Слейтер – професор в Оксфордския университет.

## Галерия
- Рюген 1906
- Под лампата (Лев Толстой сред семейството си), 1902
- Лев Толстой, 1908
- Лев Толстой
- Николай Фьодоров
- Разтоварване на жп вагон, Одеса, 1911
- Синовете Борис и Александър
- Р.М. Рилке
- Е. Левина, 1916
- Михаил Гершензон, 1917
- Ябълково дърво, 1918